# 인조이
《인조이》(영어:inZOI)는 inZOI Studio에서 제작하고 크래프톤에서 배급하는 인생 시뮬레이션 게임이다. 이 게임에서는 플레이어가 크리에이터가 되어 게임 속 등장인물들인 '조이'를 만들고, 인생을 경험하는 게임이다. 가상 현실을 만들어나가는 회사에 신입 사원으로 입사한다는 스토리를 가지고 있다. 심즈 시리즈의 경쟁작으로 많은 게이머들의 기대를 모았으며, 특히 서구 중심으로 맞춰진 심즈 시리즈에 비하여 인조이는 동아시아권을 중심으로 맞춰쳐있기 때문에 아시아권에서 큰 관심을 모으게 되었다.
게임의 주 주제는 '(인생은) 기쁨, 노여움, 슬픔, 즐거움이다'는 뜻을 가진 '희로애락'이며, 인조이 개발진 역시 "삶을 한 발짝 멀리서 바라보면, 좋은 일이 그리 좋지 않을 수도, 나쁜 일이 그리 나쁘지 않을 수도 있다. 인조이 속 다양한 삶의 경험을 통해 삶 그 자체가 커다란 선물이며, 과정 전체가 의미 있는 것임을 플레이어들과 함께 나누길 희망한다"라고 전했다.

## 개발 배경 및 역사
프로듀서 김형준은 본래 MMORPG 게임 개발을 진행하던 개발자였지만, 과거 MMORPG 장르의 다양한 컨텐츠에 이끌렸으나, '캐주얼함'을 향하게 된 시대의 변화에 많은 RPG 게임의 콘텐츠의 간소화가 이루어지게 되었다. 자신이 RPG 게임에서 좋아했던 그런 장르가 없는지에 대해 둘러보던 중, 인생 시뮬레이션 게임 장르를 알게 된다. 김형준 PD는 RPG 게임에서 꾸미기와 다른 사람과의 상호작용과 같은 시스템을 주로 즐겨 했으며 이러한 게임을 만들어보도록 도전하게 된 것이다. 김형준 PD는 "너희들도 다른 장르에 도전해 봐라, 대한민국이 쌓아놓은 게임 개발 기술이라는 것을 가지고 다른 여러 장르에 한번 도전해 보는 것도 좋겠다"는 생각을 인조이 게임을 개발하면서 느끼게 된다.
게임을 개발하던 도중, 시뮬레이션 게임이라는 장르에 대해서는 "상상력이 정말 중요한 게임' 이라는 가치 아래 'MMORPG에서도 그 게임 안의 생태계를 가지고 있어, 어떤 마을이 있고 그 마을의 상점 주인은 출근을 했을 것이다' 와 같은 상상을 하며 게임을 만들었다. MMORPG에서는 다양한 것들이 축약되어 묘사되었으나, 그러한 요소들이 인조이 같은 시뮬레이션을 만들 때 좋을 것이다"라고 답변하였다.
개발을 어느정도 진행한 이후 테스트를 하기 위하여 여러 명의 스트리머들에게 테스트를 진행하려 하였으나, 신뢰도 면에서 문제가 있어 목표로 했던 테스터 10명을 채우는 데 실패하고 만다. 김형준 PD는 총 9명의 스트리머들에게 게임을 보낸 후 한국어로 피드백을 보내 준 것에 대해 큰 감동을 받았다고 하였다. 지스타에서 게임이 발표되었고, 그 현장은 2시간가량 줄을 서야 했을 정도로 사람들이 관심을 보였다. 이후 해외 인기 스트리머들도 인조이 개발진들에게 연락을 하게 되었다고 전했다.
2024년 8월, 게임스컴에서 인조이는 하나의 부스가 운영되었는데, 게임의 '신입사원' 컨셉에 맞게 마치 회사와 같은 인테리어 분위기 속에서 데모 게임을 진행할 수 있었다.

## 줄거리
플레이어는 가상 현실 게임을 개발하는 회사의 신입 사원이라는 설정이며, 플레이어 캐릭터가 사망하게 되면 회사의 CEO를 만나게 될 수 있을 것이라고 하였다.

## 게임플레이

### 커스터마이징
많은 시뮬레이션 게임들이 커스터마이징 기능을 지원하지만 인조이에서는 더 진보된 기능을 선보일 것이라고 발표하였다. AI 기술을 이용하여 텍스처를 생성 후 옷이나 가구 등에 적용시킬 수 있으며, 심즈 3처럼 다양한 색상의 옷을 만들 수 있다고 하였다.
김형준 PD는 아시아권과 서구권의 화장 기법이나 추구하는 미의 기준이 다르기 때문에 심즈에서도 '심'의 커스터마이징 방향이 달랐고, 그 중 하나로 아시아권인 사람들은 옅게 하는 화장을 선호하기 때문에 기본적으로 되어 있는 '심'의 아이라인을 가장 먼저 지운다고 하였다. 글로벌 시장을 노리기 위해 세계 곳곳의 메이크업 방식을 반영할 것이라고 하였으며 다양한 인종을 구현할 수 있는 것을 목표로 하고 있다.
커스터마이징 중 모드 기능이 있는데, 자신이 원하는 대로 텍스처를 사용하여 의상을 입힐 수 있다. 반면, 부적절한 콘텐츠로 취급될만한 커스터마이징도 다수 발견되곤 했는데, 캐릭터의 의상을 누드 형태로 바꾸어 커스터마이징하거나, 실존했던 인물을 형상화하고 고인모독성 이름을 지은 조이가 캔버스에 업로드되는 등의 문제가 있었다.

## 시스템
게임 시스템이나 구성 요소들은 기본적인 구상 외에도 모두 인조이 개발팀의 디스코드 서버 등 '위시리스트'에 있는 것들을 반영하는 것을 목표로 하고 있다고 전했다. 그중 몇 가지는 '아시아의 미적 기준에 맞춘 것 말고도 서구권의 외형을 커스터마이징했으면 좋겠다' 등이 있다. 이러한 것들은 '글로벌 마케팅을 하기 위해 해외에 있는 사람들의 자문을 받곤 하지만, 결국에는 소비자들과의 소통이 있어야 한다' 라고 하였다.

### 욕구
심즈 시리즈의 영향을 받은 게임이지만, 인간으로서의 다양한 욕구를 구현하였다고 한다. 다른 인생 시뮬레이션 장르들과 가장 큰 차이점 중 하나로 '인정 욕구'가 존재한다는 것이다. 캐릭터는 이 인정 욕구가 낮아서 사망할 수 있다.

### 도시 편집
도시 편집은 플레이어가 원하는 대로 도시를 디자인 할 수 있게끔 하는 기능이다. 이 기능은 심즈 시리즈보다 심시티 시리즈에 더 가까운 기능이다. 날씨를 설정할 수 있으며, 그 날씨의 단계를 조정할 수도 있다. 테스트에서 처음 공개된 날씨는 맑음, 비, 흐림, 눈이었다. 각 날씨는 최대 3단계까지 조정이 가능하다.
길고양이 등 동물의 개체수를 조절할 수 있으며, 이것은 실제 동물의 서식지를 고려하지 않는다고 하였다. 김형준 PD는 "예를 들면, 서울을 배경으로 한 도시 '도원'에서도 얼룩말이 뛰어다니는 모습을 볼 수 있다" 고 하였다.
'도시 안정성'에 대한 기능은 도시의 치안을 설정하는 것이며, 이것이 낮으면 도둑이 많아지고 사람들이 많이 싸우며, 연애 상호작용의 실패 확률이 높아진다. '도원'의 경우 컴퓨터에 있는 이미지나 유튜브의 영상에 링크를 걸어, 도시의 전광판을 변경하는 기능이 공개되었다.
개발자는 대한민국 서울을 배경으로 한 '도원', 미국 샌타모니카를 배경으로 한 '블리스베이'를 선보였으며, 3번째 도시로 동남아시아 국가가 배경인 도시가 될 것이라고 발표했는데, 이 세 곳의 도시에서 어떠한 수치가 각각 다르게 기본으로 지정되는 값은 없을 것이라고 답변하였다. 예를 들어, "현실에서의 대한민국은 다른 국가들에 비해 상대적으로 치안이 좋지만, 그렇다면 서울이 모티브가 된 '도원'은 치안 그래프가 기본적으로 높게 설정되어 있고 '블리스베이'는 치안이 '도원'보다 낮게 설정되어 있는가?"에 대해서 김형준 PD는 "해당 국가에 대한 편견이 녹아들어갈 수 있으며, 그 나라에 대한 정보가 없는 사람들에게 잘못된 인식을 심어줄 수 있다" 라고 하여, 기본값이 현실을 기반으로 하여 설정되지 않는다고 답변하였다.